# Temi (langue)
Pour les articles homonymes, voir Temi.
Le temi (ou kitemi, ou sonjo) est une langue bantoue parlée en Tanzanie par la population temi.